# Waienga
Waienga is een bestuurslaag in het regentschap Lembata van de provincie Oost-Nusa Tenggara, Indonesië. Waienga telt 827 inwoners (volkstelling 2010).